# Bia fendleri
Bia fendleri är en törelväxtart som först beskrevs av Johannes Müller Argoviensis, och fick sitt nu gällande namn av Grady Linder Webster. Bia fendleri ingår i släktet Bia och familjen törelväxter. Inga underarter finns listade i Catalogue of Life.